# 西山碑
西山碑位於四川省萬縣市（現重慶市萬州），文物遺址年代判定為宋。1980年7月7日列為四川省重新確定公布的第一批省級文物保護單位。現屬重慶市。2000年9月7日列為第一批重慶市文物保護單位。
西山碑是一幅摩岩石刻，位於萬縣（古名南浦）西山北麓（現地名高筍塘）。西山碑是在清代孫星衍的《寰宇訪碑錄》上就有記載，記為「南浦西山碑」。此碑寫刻於北宋建中靖國元年（1101年），系黃庭堅撰並書，當時上石。因此也稱它為「建中碑」。它的內容是一段無標題文字，是黃庭堅奉召由貶地宜賓返回京城，途經南浦，應南浦太守高仲本之邀作短暫停留，遊覽西山後所寫。所以此碑文稱「黃魯直西山留題」。高筍塘在宋代為南浦近郊，離城約3里，縣城（郡縣同治）在薴溪河東岸，由城裡到西山北麓需要渡過薴溪，也就是黃庭堅在西山碑文里說的「渡大壑」再「稍陟山半」才到。那裡除有勒封院和少量僧人外，人煙甚少，是一片綠化地帶。這塊摩岩石刻到了清咸豐年間才被人看重。清咸豐七年（1857年），馮卓懷來任萬縣知縣，他是長沙府解元，他就將此碑拓片送給曾國藩，曾國藩見後評價「海內存世，黃書第一」。